# Хвороба X

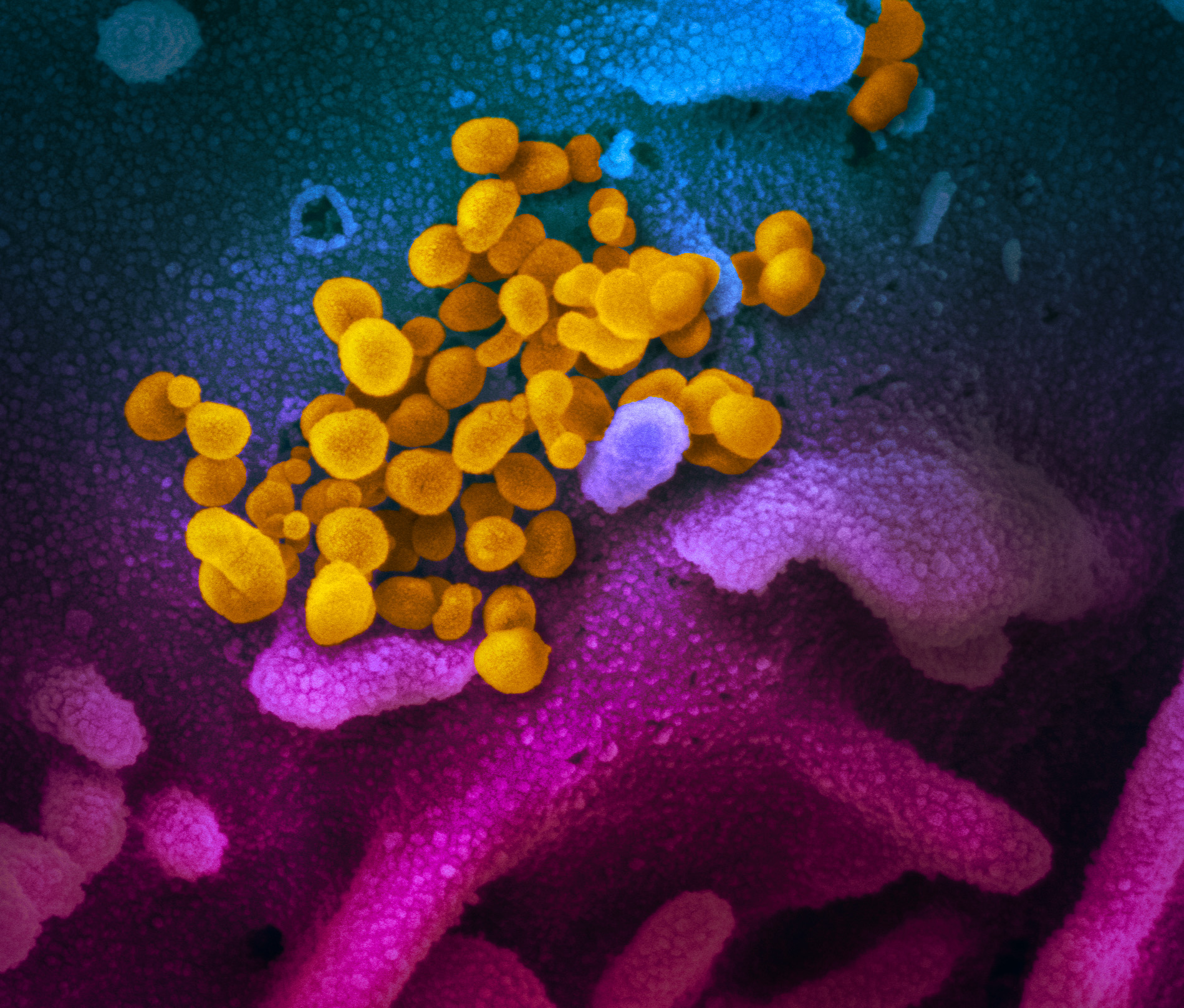
Отримане за допомогою сканувального електронного мікроскопа (SEM) кольорове зображення коронавірусу SARS-CoV-2, який у 2020 році називали вірусом, що спричинив першу хворобу X

Хвороба X — умовне найменування, прийняте Всесвітньою організацією охорони здоров'я (ВООЗ) для теоретично можливих патогенів, здатних викликати епідемію або пандемію і які вимагають термінової розробки ліків або способів лікування. Концепція була затверджена в 2018 році і покликана покращити гнучкість ВООЗ, забезпечивши можливість в екстреному порядку адаптуватися до нового та невідомого патогену, швидко розпочати розробку вакцини або методики лікування. За словами директора Національного інституту алергій та інфекційних захворювань США Ентоні Фаучі, концепція також спонукатиме ВООЗ зосередити дослідницькі зусилля на цілих класах вірусів (наприклад, флавівіруси), а не лише на окремих штамах (наприклад, вірус Зіка), таким чином покращуючи здатність організації реагувати на непередбачені штами.

## Кандидати

### Зоонози
У 2018 році ВООЗ заявила, що хвороба Х може мати різне походження, посилаючись, зокрема, на геморагічні лихоманки та нещодавній неполіомієлітний ентеровірус. Проте норвезький науковець Джон-Арне Реттінген припустив, що хвороба Х, швидше за все, матиме зоонозне походження (віруси тварин, які переходять на людей), сказавши: «Це природний процес, і дуже важливо, щоб ми були в курсі та були готові. Це, мабуть, представлятиме найбільші ризики.». Спеціальна радниця ВООЗ, професор Маріон Купманс, також зазначила, що темпи появи зоонозних хвороб прискорюються, відмітивши, що «інтенсивність контакту між тваринами та людьми стає набагато більшою в міру розвитку світу і це, а також сучасні подорожі та торгівля, збільшують ймовірність появи нових захворювань та значно підвищують ймовірність їх поширення».

### Коронавірусна хвороба 2019
З самого початку пандемії COVID-19 експерти намагались аналізувати, чи відповідає COVID-19 критеріям хвороби X. На початку лютого 2020 року китайська вірусологиня Ши Чженлі з Уханьського інституту вірусології написала, що перша хвороба X походить від коронавірусу. Пізніше того ж місяця Маріон Купманс, керівниця відділу вірусології в медичному центрі Університету Еразма в Роттердамі та член спеціальної консультативної групи ВООЗ з науково-дослідних проектів написала в науковому журналі Cell : «Незалежно від того, чи буде його локалізовано, цей спалах швидко стає першою справжньою пандемією, яка відповідає категорії хвороби X». У той же час Пітер Дашак, також член науково-дослідної групи ВООЗ, написав у своїй статті в Нью-Йорк таймс : «В двох словах, Covid-19 — це хвороба X».

### Синтетичні віруси
Коли у 2018 році ВООЗ оголосила оновлений список пріоритетних хвороб, ЗМІ висловили припущення, що майбутня хвороба X може бути створена штучно як біологічна зброя. У 2018 році Джона-Арне Реттінгена, члена Спеціальної консультативної групи ВООЗ з досліджень і розробок запитали, чи може хвороба X виникнути внаслідок вироблення синтетичних вірусів за допомогою технології редагування генів (наприклад, згадувалося про синтез ортопоксвірусу в Канаді в 2017 році) та їх вивільнення через нещасний випадок або навіть терористичний акт. Реттінген відповів, що малоймовірно, що майбутня хвороба Х виникне від синтетичного вірусу або біологічної зброї, однак він відзначив серйозність такої події, сказавши: «Синтетична біологія дозволяє створювати нові смертоносні віруси. Крім того, якщо у вас з'явилась нова хвороба, значить у популяції немає резистентності, і це означає, що вона може поширюватися швидко».

### Бактеріальні інфекції
У вересні 2019 року агентство Public Health England (PHE) припустило, що зростаюча стійкість до антибіотиків, навіть антибіотиків «останньої інстанції», таких як карбапенеми та колістин, також може призвести до потенційної хвороби Х, посилаючись на стійкість до антибіотиків при гонореї як приклад.

## Стратегія
Документ, опублікований в 2022 році, перераховує наступні стратегії підготовки до хвороби X:
- зменшення ризиків поширення нової хвороби серед людей;
- посилення епідеміологічного нагляду за хворобами людей і тварин для швидкого виявлення та визначення нуклеотидної послідовності збудника інфекції;
- посилення дослідницьких програм задля скорочення часу між розробкою та виробництвом медичних засобів протидії;
- швидке впровадження фармацевтичних (наприклад, вакцинація) і нефармацевтичних (наприклад, соціальне дистанціювання) заходів для стримування широкомасштабної епідемії;
- розробка міжнародних протоколів із забезпечення справедливого та глобального розподілу ліків та вакцин[20].

## Відгуки
Джонатан Д. Квік, автор книги «Кінець епідемій», вважає, що рішення використовувати назву «Хвороба Х» — «мудре з точки зору інформування про ризики», відмітивши, що «паніка та самовпевненість є характерними рисами реакції світу на інфекційні захворювання, а самовпевненість наразі на підйомі». Журнал «Жіноче здоров'я» написав, що прийняття терміну «може здатися некрутим кроком, спрямованим на розпалювання паніки», але вся мета його включення полягала в тому, щоб «потрапити на радари людей».
Річард Хатчетт з Коаліції з питань інновацій для готовності до епідемій (CEPI) написав: «Це може звучати як наукова фантастика, але хвороба X — це те, до чого ми повинні підготуватися», зазначивши, що, незважаючи на успіх у контролі епідемії вірусу Ебола в Західній Африці 2014 року, штами хвороби повернулися у 2018 році. У лютому 2019 року CEPI оголосила про фінансування німецької біофармацевтичної компанії CureVac в розмірі 34 мільйони доларів США на розробку «прототипу РНК-принтера», який, за словами CEPI, міг би «підготувати до швидкої реакції на невідомі патогени (тобто хворобу X)».

## Конспірологічні теорії
Хвороба Х стала предметом кількох теорій змови, відповідно до яких, це не умовна назва, а справжня хвороба, яка задумана як біологічна зброя, або створена для спланованої епідемії.